# María Izquierdo (malarka)
María Izquierdo (ur. 30 października 1902 w San Juan de los Lagos, zm. 2 grudnia 1955 w Meksyku) – meksykańska malarka. Jest znana z tego, że jest pierwszą meksykańską kobietą, której prace zostały wystawione w Stanach Zjednoczonych. Swoje życie i karierę poświęciła malarstwu. Dzięki temu pojawiła się wśród znanych meksykańskich artystów: Diego Rivera, José Clemente Orozco i Davida Alfaro Siqueirosa.

## Wczesne lata
María Cenobia Izquierdo Gutiérrez urodziła się w San Juan de los Lagos, Jalisco w Meksyku. Po śmierci ojca, w wieku pięciu lat przeprowadziła się z matką do Torreón. Jej matka wyszła za mąż później za dr Nicanora Valdes Rodrígueza. W tym samym czasie Izquierdo była wychowywana przez dziadków i krewnych w północnym Meksyku. Zarówno jej babcia, jak i ciotka były gorliwymi katoliczkami, więc większość jej wychowania obracała się wokół tradycji katolickich.
Zawsze interesująca się sztuką Izquierdo spędzała większość czasu sama, ucząc się nowych technik artystycznych. W 1923 r. wraz z rodziną przeniosła się do Meksyku, gdzie mogła studiować sztukę i stać się w późniejszych latach zawodową artystką.

## Wykształcenie
Izquierdo rozpoczęła studia w styczniu 1928 roku w Escuela Nacional de Bellas Artes (Akademia Sztuk Pięknych). Przeprowadzka do Meksyku w latach dwudziestych XX wieku skłoniła ją do zgłębienia swojej rosnącej pasji do sztuki. Działo się to w czasie rewolucji. Gdy rewolucja meksykańska dobiegła końca, nastąpiła zmiana wyznawanych wartości w Meksyku. Prezydent Álvaro Obregón zainicjował wiele nowych politycznych reform, wzywając do stworzenia większej liczby instytucji społecznych i edukacyjnych, które podtrzymywałyby tradycyjne meksykańskie wierzenia i kulturę. Te ideały zachęcały Izquierdo do uczęszczania na zajęcia w akademii.
Przed reformami Obregóna sztuka europejska służyła jako model w instytucjach artystycznych. Nowe reformy przyciągnęły wielu utalentowanych meksykańskich artystów. Zlecono im stworzenie murali przedstawiających tradycyjne meksykańskie wartości. Murale zostały namalowane zarówno na szkołach, jak i budynkach rządowych. Uczęszczając do Akademii Sztuk Pięknych, Izquierdo trafiła na Rufino Tamayo, Manuela Rodrígueza Lozano i niemieckiego Gedoviusa, którzy byli jej opiekunami. Duży wpływ na nią wywarł także Diego Rivera, który w 1929 r. był dyrektorem Akademii Sztuk Pięknych, w następnych latach stał się kluczową osobą w rozpoczęciu kariery Izquierdo.
Izquierdo uznana została za jednego z ulubionych uczniów Rivery. Pochwały, które od niego otrzymywała doprowadziły do wrogości ze strony rówieśników. W lutym 1931 roku Izquierdo opuściła Akademię Sztuk Pięknych z powodu odtrącenia jej przez kolegów z klasy i frustracji z powodu rosnącej koncentracji szkoły na sztuce służącej jedynie jako katalizator zmian politycznych. Na początku lat dwudziestych krąg młodych pisarzy i artystów, w tym Maria Izquierdo, opublikował czasopismo Contemporáneos. W następnych latach grupa przyjęła taką samą nazwę. Izquierdo, wraz z Manuelem Rodríguezem Lozano, Rufino Tamayo i Julio Castellanosem, była związana z Movimiento Pro-Arte Mexicano, założonym przez Adolfo Best Maugarda. Dla Contemporáneos Meksyk był centrum ewoluującej nowoczesności. Grupa przyjęła ideę uniwersalnego kosmopolityzmu i wierzyła, że kultura meksykańska powinna pozostać otwarta na wpływy międzynarodowe i głos miejskich intelektualistów.
Instruktorem, który pełnił funkcję mentora nawet po opuszczeniu Akademii Sztuk Pięknych, był Rufino Tamayo. Mówiono, że jest kochankiem Izquierdo.
Izquierdo dzieliła studio przez cztery lata z Tamayo. Przez ten czas mężczyzna wywarł głęboki wpływ na wczesny rozwój artystyczny Izquierdo. Oboje uważali, że sztuka powinna służyć jako ujście poetyckie niż polityczne. Wraz z rozwojem ich relacji zawodowych, rozwinęły się też i romantyczne.
Izquierdo stała się aktywną częścią Liga de Escritres y Artistas Revoluctionaros (LEAR; League of Revolutionary Writers and Artists) w 1934 roku. Stworzyła także własny styl artystyczny wykorzystując techniki, które pomógł rozwinąć jej Tamayo.

## Początkowa kariera i wystawy
Na początku lat dwudziestych Izquierdo zaczęła kojarzyć się ludziom z Movimiento Pro-Arte Mexicano i Contemporáneos. Jedna z jej koleżanek i bliska przyjaciółka, Lola Álvarez Bravo, wspomina ją jako „bardzo wesołą kobietę o złym duchu… jak dzban pełen czystej, świeżej wody… Skłonność Marii do folkloru nie była zdystansowana, wydawała się raczej osobą wtajemniczoną, niczym pojedynczy element ludowy”.
W ciągu pierwszego roku na Akademii Sztuk Pięknych Izquierdo wzięła udział w czterech wystawach sztuki. Pierwsza wystawa została otwarta 19 listopada 1928 roku i została zorganizowana przez związek studentów Akademii, prezentując jej trzy obrazy: „Marina” (Seacape), „El juicio de Toral” (Proces Torala) i „Cámara con gallo" (Kamera z Kogutem). Na wystawę licznie przybyli ci, którzy pełnili w Akademii prestiżowe role. Zdobyła uznanie od liderów akademii sztuki, takich jak Moisés Sáenz, którzy był asystentem sekretarza edukacji. Tłum odwiedzający wystawę był pod wrażeniem jej talentu. Zdobywając rozgłos w świecie sztuki, imię Izquierdo nadal rozprzestrzeniało się w kolejnych latach. Diego Rivera opisał ją na swojej pierwszej indywidualnej wystawie jako „jedną z najbardziej atrakcyjnych postaci na scenie artystycznej w Meksyku”. Często opisywał ją jako „jedną z najlepszych w akademii”. Wiele publikacji recenzowało wystawę indywidualną z 1929 roku, podkreślając zdanie Rivery, że Izquierdo „była jedyną prawdziwą artystką, która uzyskała sukces” (w Akademii).
Sztuka Izquierdo zyskała międzynarodowe uznanie w 1930 roku, kiedy jako pierwsza Meksykanka miała indywidualną wystawę w Stanach Zjednoczonych. Wystawa była ufundowana i zorganizowana przez Frances Flynn Paine, a prace Izquierdo były prezentowane w Art Center w Nowym Jorku. Podczas gdy prace Izquierdo były wystawiane w Nowym Jorku, dwa inne jej obrazy były częścią objazdowej wystawy René d 'Harnoncourt. Obrazy te przez 5 lat były częścią obszernej wystawy w Centrum Sztuki przy 56. ulicy. Jej sztuka była wystawiana w nowojorskim Museum of Modern Art w 1940 r. i w tym samym roku była również wystawiana w Paryżu.
Szybko stając się artystką znaną na całym świecie, Izquierdo osiągnęła szczyt swojej kariery na początku lat czterdziestych. W maju 1944 r. zaczęła pracować jako ambasador kultury Meksyku i podróżowała do krajów Ameryki Południowej do końca września. Jednak jej kariera przeżyła trudny okres zarówno pod względem finansowym, jak i artystycznym w połowie lat czterdziestych, ponieważ wtedy miała swój pierwszy udar. W tym samym roku straciła zlecenie na namalowanie cyklu malowideł ściennych w Palacio del Departamento del Distrito Federal (Departament Federalny Dystryktu) do „Los Tres Grandes”. Meksykańscy muraliści Diego Rivera, Jose Orozco i David Siquerios stwierdzili, że brakuje jej talentu i doświadczenia, aby ukończyć tak duży projekt. Diego Rivera, człowiek, który niegdyś był jej zwolennikiem, przeszkodził jej w karierze. Izquierdo jest dobrze znana z obalania działań meksykańskich muralistów swoim słynnym cytatem: „urodzić się kobietą i mieć talent jest przestępstwem”.
Wystawa, która odbyła się we Frankfurcie, Wiedniu i Dallas w latach 1987–1988, pokazała obrazy Izquierdo, które ogłosiły nie-meksykańskiej publiczności obecność innego malarza o niemal równej randze i oryginalności. Kariera artystki była tematem przełomowej wystawy zorganizowanej przez Centro Cultural / Arte Contemporaneo w Meksyku.
Dzieła Izquierdo mają wiele tych samych tematów i zainteresowań, co prace Kahlo. Jej obrazy często odwołują się do tragicznych elementów jej życia i zawierają w sobie rodzaj marzycielskich fantazji, które można spotkać w twórczości artystów Szkoły Meksykańskiej. Wystawa obejmowała 160 prac. Doskonały katalog wystawy zawiera pięć esejów biograficznych i interpretacyjnych wraz z pełną bibliografią, chronologią i historią wystawy. Ogromny zbiór fotografii artystki i jej prac daje wizualny repertuar praktycznie każdego znanego malarstwa, rysunku i druku. Jest istotnym uzupełnieniem bibliografii współczesnego malarstwa meksykańskiego.

## Styl
Sklasyfikowana przez niektórych jako malarka surrealistyczna, María Izquierdo nigdy nie identyfikowała się jako surrealistka. Zamiast tego identyfikowała się z Contemporáneos, którzy wierzyli, że kultura meksykańska powinna być postrzegana jako istotna część dominującej kultury zachodniej. Nie bała przeciwstawić się popularnym meksykańskim ruchom artystycznym i podążać za własnym stylem malowania. Jej kultura metyska była istotną częścią jej stylu artystycznego i tematów jej prac. Izquierdo była uznawana za artystkę z prawdziwym zrozumieniem tradycji tubylczych i wiejskich, a jej obrazy ołtarzowe uznano w tamtym czasie za „zachwycającą miejscową pomysłowość”. Jej technika, mająca na celu przywołanie ludowego malarstwa regionalnych rzemieślników potęgowała efekt. Mimo to wiele jej obrazów zawiera nietypowe tematy i ciekawe zestawienia. Osobliwe włączenie Izquierdo do meksykańskiego dyskursu nacjonalistycznego sugeruje sposoby łączenia kilku zestawów dyskursów zbyt często oddzielanych: tych z Ameryki Łacińskiej, feminizmu, modernizmu i nacjonalizmu. Znana z używania odważnych, bogatych i jasnych kolorów, większość obrazów Izquierdo została wykonana przy użyciu farb olejnych lub akwareli. Chociaż była i nadal jest często porównywana do Fridy Kahlo, ponieważ obie kobiety rozpoczęły swoją karierę w podobnym czasie, to mają bardzo indywidualne style. Na początku malowała martwe natury i portrety. Eksperymentowała z wieloma różnymi stylami i technikami: takie jak malarstwo olejne, akwarela i pejzaż.
Kiedy była najlepszą uczennicą Diego Rivery, ten opisał jej prace jako „dumne, ale skromne”. Portrety Izquierdo są dojrzałymi interpretacjami, bardzo kobiece stylistycznie i niewątpliwie meksykańskie. W 1937 roku w recenzjach jej prac zaczęto używać słów pejoratywnych i określać ją jako prymitywną i prostą. Izquierdo namalowała znaczną liczbę dzieł o tematyce religijnej, które należą do kategorii obrazów o ludowym katolicyzmie lub sztuce popularnej. Niektóre przedstawienia pobożności ludowej mogą być interpretowane jako tematy religijne lub jako hołd dla ludowych i rzemieślniczych tradycji, zwłaszcza wiejskich, Meksyku. Przykładem jest „Calvario” (Kalwarii) Marii Izquierdo z 1933 roku.
Izquierdo namalowała większość swoich obrazów z pamięci. Jej przyjaciółka, poetka Margarita Michelena wspominała, że często razem jeździły na wieś, a Izquierdo poświęcała czas tylko patrzeniu i oglądaniu. Izquierdo tworzyła w swoich pracach poczucie minionego czasu. Przed 1940 rokiem wykonywała luźne pociągnięcia pędzlem i unikała szczegółów. Przez całe życie tworzyła obrazy pozbawione ukierunkowanego światła i cieni, które sugerowałyby określoną porę dnia. Po 1940 roku przedstawiała tradycyjne aspekty kultury meksykańskiej, które zanikały, takie jak spichlerze i ołtarze Matki Boskiej Bolesnej. Tradycja wykonywania ołtarzy Viernes de Dolores zaczęła zanikać w latach czterdziestych XX wieku. Dokładnie w tej dekadzie Izquierdo namalowała serię ołtarzy właśnie z Viernes de Dolores.

## Tematy dzieł
Na początku Izquierdo stała się malarką martwej natury, ołtarzy, scen cyrkowych i portretów kobiet. Chcąc powiązać swoją sztukę z meksykańską tradycją ludową, Izquierdo odeszła od tego, co robiło wielu jej rówieśników z Akademii Sztuk Pięknych. Zamiast malować polityczne przesłania, malowała obrazy, które miały osobiste znaczenie i były zakorzenione w meksykańskich tradycjach. Tematy Dnia Zmarłych, meksykańskiej wsi i katolickich świętych były powszechne w jej obrazach. Postrzegała sztukę jako komunikację z duszą. Jej częste obrazy cyrku wywodziły się z jej wspomnień związanych właśnie z wizytami w tym miejscu z ciotką i babcią w San Juan de los Lagos, Jalisco. Jej autoportrety często przedstawiały ją w tradycyjnych meksykańskich strojach, na przykład „Autorretrato” (Autoportret) wykonany w 1940 roku.
Często „maluje obraz ról współczesnych meksykańskich kobiet”, a konkretnie roli, jaką kobiety odgrywają w utrwalaniu meksykańskich tradycji. Izquierdo identyfikowała się z ideałami i estetyką Contemporáneos. Byli oni oddani apolitycznemu meksykańskiemu „A lo Mexicano” i byli bardzo krytyczni wobec nacjonalistycznych muralistów. Dorastając, Maria mieszkała z babcią i ciotką, jak to było wówczas w zwyczaju. Kobiety wychowywanie Marii skoncentrowały wokół wartości i wierzeń Kościoła katolickiego, dlatego wychowanie Marii charakteryzuje się ścisłym trzymaniem się tradycji i zwyczajów katolickich. Jest to bardzo reprezentowane w jej obrazach skoncentrowanych na tradycji, które pokazują sceny takie jak sanktuaria wotywne.
Obrazy Izquierdo mają prowincjonalną prostotę, inspirowaną ludową sztuką religijną i francuskimi malarzami, takimi jak Henri Matisse i Manet. W szczególności wykazują „mistrzowskie użycie koloru” i często obejmują kredensy, ołtarze, owoce, konie, portrety i cyrk.

## Spojrzenie na feminizm
W 1945 roku Izquierdo została pierwszą kobietą, której przyznano zlecenie tworzenia muralu na centralnej klatce schodowej Departamentu budynku rządowego Okręgu Federalnego. Jednak w początkowej fazie realizacji, gubernator Meksyku odwołał zlecenie z powodu ingerencji Rivera i Davida Alfaro Siqueiros, którzy twierdzili, że Izquierdo nie ma doświadczenia niezbędnego do realizacji tak dużego projektu. Izquierdo spotkała się z ogromną krytyką w prasie za wypowiedzenie się przeciwko idei, że kobiety są traktowane jako słabsze i lekceważone w sile roboczej. Nigdy nie cofnęła się przed naleganiem, że zasłużyła na zlecenie z muralu. Izquierdo pilnie rozmyślała nad tym, dlaczego mężczyźni traktują kobiety jako słabszą płeć. Izquierdo rozmawiała z dużą ilością kobiet i głosiła, aby ludzie zrozumieli, że kobiety potrzebują więcej szacunku i one same lepiej rozumieją swoje umiejętności.
Chociaż była meksykańską artystką, która malowała prawie w tym samym czasie, co feministyczne malarki z Ameryki Łacińskiej, Remedios Varo i Leonora Carrington, Izquierdo nie identyfikowała się jako feministka. Wierząc, że kobiety powinny mieć szansę odkrywania różnych dziedzin zawodowych, mocno trzymała się tradycyjnych ról rodzinnych zaszczepionych w niej przez ciotkę i babcię. Izquierdo skrytykowała feminizm i kobiety „pseudo-intelektualne”, stwierdzając, że „myślą, że przechwalanie się na głos czyni je lepszymi [od mężczyzn], ale w głębi duszy nadal są pełne starych uprzedzeń i po prostu ukrywają podejście do swojego kompleksu niższości. Uważają, że feministki nie zdobyły niczego dla ludzkości ani dla siebie i zamiast pomagać kobietom (które przez tak wiele lat były niewolnicami wszystkiego) stają na drodze do emancypacji”. W obrazie The Jewelry Box wysyła satyryczny przekaz dotyczący ról kobiecych i jej twórczości, a tematem Alegoríi del trabajo (Alegorii pracy) jest idea ucisku kobiet. Jej obraz Mis Sobrinas z 1940 roku pokazuje, jak bardzo ceniła ona więzi rodzinne i kobiecy obowiązek wobec rodziny.
Często przedstawiała kobiety w różnych środowiskach społecznych. Malowała też siebie z rodziną lub samotnie. Była częścią Contemporáneos, którzy oferowali alternatywne przedstawienia męskości, a także oferowali inną reprezentację kobiet we współczesnym Meksyku. W kraju rozwijała się nowa „chica moderna” lub „modern girl” (współczesna dziewczyna). Izquierdo przyjęła nowy wizerunek, często widziany w nowoczesnych ubraniach oraz zapalonych papierosach trzymanych w ustach. We współpracy z Contemporáneos, skrytykowała ideologię męskości. Bohater-wojownik został wykorzystany przez muralistów do określenia tożsamości narodowej. Contemporáneos zdefiniowali alternatywne koncepcje tożsamości narodowej, opierając się na pojęciu bohatera-wojownika i promowaniu bardziej wszechstronnych przedstawień kobiet. Po raz pierwszy Izquierdo została powołana w 1935 roku podczas podróży do Guadalajary do otwarcia wystawy plakatów artystek. W odpowiedzi na pytanie postawione przez lewicową dziennikarkę dotyczącą roli kobiet w walce rewolucyjnej, odpowiedziała: „Przede wszystkim kobiety muszą się zjednoczyć i mocno razem walczyć, aby poprawić swoją pozycję. Kobiety muszą przestać być przedmiotami luksusowymi i przekształcić się w czynnik w walce klas; powinny ewoluować społecznie i bezpośrednio uczestniczyć w walce rewolucyjnej”. To jedyny raz, kiedy Izquierdo opowiadała się za działaniami grupowymi.

## Późniejsze prace
Izquierdo namalowała co najmniej dwanaście obrazów między 1940 a 1948 rokiem. Niektóre z obrazów są wypełnione zabawkami, słodyczami i rękodziełami związanymi z popularnym meksykańskim dziedzictwem i katolickimi wydarzeniami. „Viernes de Dolores”, podobnie jak inne jej obrazy z tej serii, wiernie oddaje zwyczajową zawartość meksykańskich i katolickich ołtarzy domowych. Ołtarz jest wzniesiony, a półki są wyłożone papel picado – tradycyjnym meksykańskim rzemiosłem z ręcznie ciętego papieru w jaskrawych kolorach. Lokalna ceramika, wyroby, owoce i kwiaty oznaczają produkty ziemi i mieszkańców Meksyku.
„Trigo crecido” (Uprawa Pszenicy) z 1940 r. przedstawia przedmioty i symbole o wyraźnym znaczeniu lokalnym i tradycyjnym. Seria domowych obrazów Izquierdo zaczęła się właśnie od „Trigo crecido”. Był to pierwszy domowy ołtarz, który namalowała. Późna kompozycja ołtarzu domowego z 1952 roku, „La alacena” (Viernes de jugueteria) jest znakiem, że wraca do domowych ołtarzy z poprzedniej dekady. Zatytułowany „Viernes de jugueteria” (Toy Store Friday), Izquierdo żartobliwie połączyła obraz z serią ołtarzy „Viernes de Dolores”. Kompozycja zawiera elementy typowe dla malowanych przez nią ołtarzy, takie jak narysowane koronkowe zasłony, zgaszone świece, figurki zabawek i papel picado. „Naturaleza viva con huachinango” namalowany w 1946 roku przez Marię, przeciwstawił się spojrzeniu muralistów na meksykańską tożsamość, ponieważ w tym krajobrazie nie ma jawnej ludzkiej obecności. Jedyna działalność ludzka przejawia się w opuszczonych budynkach i nietkniętej żywności – ironiczny i absurdalny pokaz dostatku, który służy jedynie podkreśleniu ubóstwa otaczającego go krajobrazu.
Jednym z ostatnich obrazów ukończonych przez Izquierdo był „Sueño y premonición” (Sen i przeczucie) w 1947 roku. Widać tam namalowaną artystkę, która trzyma swoją odciętą głowę za włosy, a z gałęzi drzew otaczających ją również zwisają z odcięte głowy. Malejące postacie biegną wzdłuż dolnej połowy obrazu, a łzy płyną z jej odciętej głowy. Chociaż obraz można zinterpretować jako surrealistyczny, często jest on interpretowany jako dowód cierpienia, jakie znosiła w ostatnich latach życia.

## Wpływ
Kariera Maríi Izquierdo pomogła otworzyć drzwi wielu artystkom. Jej prestiż często porównuje się z prestiżem Marie Laurencin ze Szkoły Paryskiej i chociaż nie jest ona tak popularna jak Frida Kahlo, pomogła założyć specjalną fundację dla artystek. Sztuka Izquierdo wyróżniała się pomysłowymi przedstawieniami Meksyku w obszarze sztuki wysoce upolitycznionej.

## Życie osobiste i śmierć
W wieku czternastu lat zaaranżowano jej małżeństwo ze starszym oficerem armii, pułkownikiem Cándido Posadasem. Urodziła troje dzieci (dwóch chłopców i dziewczynkę) do czasu, gdy skończyła 17 lat. Mówi się, że córka miała wpływ na niektóre prace Izquierdo, w tym „Niñas Durmiendo”. Rozwiodła się około 1928 roku. Izquierdo miała drugie małżeństwo, również krótkotrwałe, z chilijskim malarzem Raulem Uribe.
W połowie lat czterdziestych doznała udaru, który miał znaczący wpływ na jej pracę i zręczność. Chociaż jej ostatnie lata były jednymi z najbardziej bolesnych w jej życiu, dalej malowała. W grudniu 1955 roku zmarła z powodu drugiego udaru w Meksyku.